# Pirâmide Vincent
Pirâmide Vincent (em italiano:  Piramide Vincent) , é o pico mais a Sul dos picos do Monte Rosa, cujo maciço faz de fronteira Itália-Suíça, de um lado com o Piemonte e a Vale de Aosta, Itália e do outro com o Valais, Suíça.
Com 4 215 m, é dos cumes dos Alpes com mais de 4000 m, e a via de montanha normalmente utilizada passa pelo Cabana Giovanni Gnifetti, mesmo se há diferentes possibilidades de o aceder